# Льєрганес
Льєрганес (ісп. Liérganes) — муніципалітет в Іспанії, у складі автономної спільноти Кантабрія. Населення — 2467 осіб (2009).
Муніципалітет розташований на відстані близько 330 км на північ від Мадрида, 14 км на південний схід від Сантандера.
На території муніципалітету розташовані такі населені пункти: Кальгар, Ла-Костера, Ештремера, Льєрганес (адміністративний центр), Ель-Меркадільйо, Лас-Поркерісас, Лос-Прадос, Ла-К'єва, Ла-Раньяда, Ель-Рельяно, Рубалькаба, Ла-Вега, Паманес, Букарреро, Каса-дель-Монте, Ель-Кондадо, Ла-Ерран, Сомарріба, Тарріба.

## Демографія
Динаміка населення (INE ):

## Галерея зображень

Розташування муніципалітету